# Lista de chefes de estado da Iugoslávia
Este artigo lista os chefes de estado da Iugoslávia desde a criação do Reino dos Sérvios, Croatas e Eslovenos (Reino da Iugoslávia) em 1918, o período da República Socialista Federativa da Iugoslávia de 1945–1992, até a sua dissolução e o estabelecimento da Sérvia e Montenegro em 2003.
O Reino da Iugoslávia foi uma monarquia hereditária governada pela Casa de Karađorđević de 1918 até a Segunda Guerra Mundial. Após a guerra, a República Socialista Federativa da Iugoslávia foi chefiada primeiro por Ivan Ribar, o Presidente da Presidência da Assembleia Nacional (o presidente do parlamento), e depois pelo Presidente Josip Broz Tito, de 1953 até sua morte em 1980.  Posteriormente, a Presidência da Iugoslávia assumiu o papel de chefe de Estado coletivo,  com o título de Presidente da Presidência da Iugoslávia a alternar entre os representantes das repúblicas e províncias autônomas que compunham a Presidência. No entanto, até 1990, o cargo de Líder da Liga dos Comunistas da Iugoslávia era geralmente o cargo mais poderoso, coincidindo na maioria das vezes com o de Presidente da Presidência. Com a introdução do sistema multipartidário em 1990, as repúblicas individuais elegeram seus próprios chefes de estado, mas o chefe de estado do país continuou a se revezar entre representantes nomeados das repúblicas e províncias autônomas até que o país foi dissolvido dois anos depois.

## Reino da Iugoslávia
O Reino dos Sérvios, Croatas e Eslovenos foi criado pela unificação do Reino da Sérvia (o Reino de Montenegro havia se unido à Sérvia cinco dias antes, enquanto as regiões de Kosovo, Voivodina e Macedônia do Vardar eram partes da Sérvia antes da unificação) e do Estado dos Eslovenos, Croatas e Sérvios (formado a partir de territórios da antiga Áustria-Hungria) em 1º de dezembro de 1918. 
Até 6 de janeiro de 1929, o Reino dos Sérvios, Croatas e Eslovenos era uma monarquia parlamentar. Nesse dia, o rei Alexandre aboliu a Constituição de Vidovdan (adoptada em 1921), prorrogou a Assembleia Nacional e introduziu uma ditadura pessoal (a chamada Ditadura de 6 de Janeiro).  Ele renomeou oficialmente o país como Reino da Iugoslávia em 3 de outubro de 1929 e, embora tenha recebido a Constituição de 1931, continuou a governar como um monarca absoluto de fato até seu assassinato em 9 de outubro de 1934, durante uma visita de Estado à França. Após seu assassinato, a monarquia parlamentar foi restabelecida. 
O Reino da Iugoslávia foi derrotado e ocupado em 17 de abril de 1941 após a invasão alemã. A monarquia foi formalmente abolida e a república proclamada em 29 de novembro de 1945. 
Todos os monarcas eram membros da Dinastia Karađorđević. Pedro I, anteriormente Rei da Sérvia (desde o golpe de maio de 1903 contra a Dinastia Obrenović), foi proclamado rei por representantes dos estados eslavos do sul. A família real continuou através de seu filho (Alexandre I) e seu neto (Pedro II). 

### Lista
- Denota um chefe de estado interino

| Nome (Reinado)                                                             | Retrato                               | Nascimento                                                                                            | Casamento                                                   | Morte                                    | Direito de sucessão | Nota |
| -------------------------------------------------------------------------- | ------------------------------------- | --- | ----------------------------------------------------------- | ---------------------------------------- | --- | --- |
| Pedro I 1 de dezembro de 1918 – 16 de agosto de 1921 (2 anos, 259 dias)    | Peter I of Serbs, Croats and Slovenes | 29 de junho de 1844, Belgrado Filho de Alexander Karađorđević, Príncipe da Sérvia e Persida Nenadović | Princesa Zorka de Montenegro 30 de julho de 1883 5 filhos   | 16 de agosto de 1921, Belgrado (77 anos) | Anterirormente Rei da Sérvia (15 de junho de 1903 – 1º de dezembro de 1918), proclamado Rei por representantes dos Estados eslavos do sul | Manteve o título de "Rei dos Sérvios, Croatas e Eslovenos". O Príncipe Alexandre serviu como regente em seus últimos anos.              |
| Alexandre I 16 de agosto de 1921 – 9 de outubro de 1934 (13 anos, 55 dias) | Alexander I of Yugoslavia             | 16 de dezembro de 1888, Cetinje Filho de Pedro I e Zorka de Montenegro                                | Maria da Iugoslávia 8 de junho de 1922 3 filhos             | 9 de outubro de 1934, Marselha (45 anos) | Filho de Pedro I | Título alterado para "Rei da Iugoslávia" em 1929.Assassinado em Marselha.                                                               |
| Paulo 9 de outubro de 1934 – 27 de março de 1941 (6 anos, 170 dias)        | Prince Paul of Yugoslavia             | 27 de abril de 1893, São Petersburgo Filho de Arsen da Iugoslávia e Aurora Pavlovna Demidova          | Olga da Grécia e Dinamarca 22 de outubro de 1923 3 filhos   | 14 de setembro de 1976, Paris (83 anos)  | Primo de Alexandre I | Serviu como regente de Pedro II, juntamente com Radenko Stanković e Ivo Perović.                                                        |
| Pedro II 9 de outubro de 1934 – 29 de novembro de 1945 (11 anos, 52 dias)  | Peter II of Yugoslavia                | 6 de setembro de 1923, Belgrado Filho de Alexandre I e Maria da Iugoslávia                            | Alexandra da Grécia e Dinamarca 20 de março de 1944 1 filho | 3 de novembro de 1970, Denver (47 anos)  | Filho de Alexandre I | Reinou sob a regência até o golpe de estado de 27 de março de 1941; exilado em 17 de abril de 1941 e deposto em 29 de novembro de 1945. |

## República Socialista Federativa da Iugoslávia
Após a invasão alemã e a fragmentação do Reino da Iugoslávia, os guerrilheiros formaram o Conselho Antifascista para a Libertação Nacional da Iugoslávia (AVNOJ) em 1942. Em 29 de novembro de 1943, uma conferência do AVNOJ proclamou a Iugoslávia Federal Democrática, enquanto as negociações com o governo real no exílio continuavam. Após a libertação de Belgrado em 20 de outubro de 1944, o governo liderado pelos comunistas declarou o rei Pedro II deposto em 29 de novembro de 1945 e proclamou a República Popular Federal da Iugoslávia.
De 1945 a 1953, o Presidente da Presidência da Assembleia Nacional foi o gabinete do chefe de Estado iugoslavo. O cargo foi ocupado por Ivan Ribar.
De 1953 a 1963, Josip Broz Tito ocupou simultaneamente os cargos de Presidente da República (chefe de Estado) e Presidente do Conselho Executivo Federal (chefe de governo). A Constituição de 1963 renomeou o estado como República Socialista Federal da Iugoslávia e separou o cargo de Presidente da República do de Presidente do Conselho Federal, mesmo que o Presidente da República mantivesse o poder de presidir o Governo quando este se reunisse, segundo o modelo francês. 
A Constituição de 1974 previa uma presidência federal coletiva, composta por representantes das seis repúblicas, das duas províncias autônomas da Sérvia e (até 1988) do Presidente da Liga dos Comunistas, com um presidente rotativo. Não obstante, esta disposição constitucional foi suspensa porque Tito foi eleito pelo parlamento como Presidente Vitalício,  que assim presidiu à presidência coletiva de forma permanente. Após sua morte em 1980, um membro foi eleito anualmente Presidente da Presidência e desempenhou muitas das funções pessoais esperadas de um presidente, embora a presidência coletiva como um todo permanecesse como chefe de Estado.

### Lista
- Partido Comunista / Liga dos Comunistas
- Democracia Liberal da Eslovênia
- Partido Socialista da Sérvia
- União Democrática Croata
- Partido Democrático dos Socialistas de Montenegro
- Denota um chefe de estado interino

| N°                                                         | Retrato | Nome (Nascimento-Morte)               | Representando        | Mandato                | Mandato               | Mandato           | Partido | Nota |
| N°                                                         | Retrato | Nome (Nascimento-Morte)               | Representando        | Posse                  | Fim                   | Tempo no cargo    | Partido | Nota |
| ---------------------------------------------------------- | ------- | ------------------------------------- | -------------------- | ---------------------- | --------------------- | ----------------- | ------- | --- |
| Presidente da Presidência da Assembleia Nacional 1945–1953 |         |                                       |                      |                        |                       |                   |         | |
| 1                                                          |         | Ivan Ribar (1881–1968)                | N/A                  | 29 de dezembro de 1945 | 14 de janeiro de 1953 | 7 anos, 16 dias   | KPJ     | O Partido Comunista da Iugoslávia (KPJ) foi reformado e renomeado como Liga dos Comunistas da Iugoslávia (SKJ) em 1952. |
| 1                                                          | SKJ     | Ivan Ribar (1881–1968)                | N/A                  | 29 de dezembro de 1945 | 14 de janeiro de 1953 | 7 anos, 16 dias   |         | O Partido Comunista da Iugoslávia (KPJ) foi reformado e renomeado como Liga dos Comunistas da Iugoslávia (SKJ) em 1952. |
| Presidente 1953–1974                                       |         |                                       |                      |                        |                       |                   |         | |
| 1                                                          |         | Josip Broz Tito (1892–1980)           | N/A                  | 14 de janeiro de 1953  | 4 de maio de 1980 †   | 27 anos, 111 dias | SKJ     | Declarado presidente vitalício em 1974.                                                                                 |
| Presidentes da Presidência 1980–1992                       |         |                                       |                      |                        |                       |                   |         | |
| 1                                                          |         | Lazar Koliševski (1914–2000)          | Macedônia            | 4 de maio de 1980      | 15 de maio de 1980    | 11 dias           | SKJ     | |
| 2                                                          |         | Cvijetin Mijatović (1913–1993)        | Bósnia e Herzegovina | 15 de maio de 1980     | 15 de maio de 1981    | 1 ano             | SKJ     | |
| 3                                                          |         | Sergej Kraigher (1914–2001)           | Eslovênia            | 15 de maio de 1981     | 15 de maio de 1982    | 1 ano             | SKJ     | |
| 4                                                          |         | Petar Stambolić (1912–2007)           | Sérvia               | 15 de maio de 1982     | 15 de maio de 1983    | 1 ano             | SKJ     | |
| 5                                                          |         | Mika Špiljak (1916–2007)              | Croácia              | 15 de maio de 1983     | 15 de maio de 1984    | 1 ano             | SKJ     | |
| 6                                                          |         | Veselin Đuranović (1925–1997)         | Montenegro           | 15 de maio de 1984     | 15 de maio de 1985    | 1 ano             | SKJ     | |
| 7                                                          |         | Radovan Vlajković (1924–2001)         | Voivodina            | 15 de maio de 1985     | 15 de maio de 1986    | 1 ano             | SKJ     | |
| 8                                                          |         | Sinan Hasani (1922–2010)              | Kosovo               | 15 de maio de 1986     | 15 de maio de 1987    | 1 ano             | SKJ     | |
| 9                                                          |         | Lazar Mojsov (1920–2011)              | Macedônia            | 15 de maio de 1987     | 15 de maio de 1988    | 1 ano             | SKJ     | |
| 10                                                         |         | Raif Dizdarević (1926–                | Bósnia e Herzegovina | 15 de maio de 1988     | 15 de maio de 1989    | 1 ano             | SKJ     | |
| 11                                                         |         | Janez Drnovšek (1950–2008)            | Eslovênia            | 15 de maio de 1989     | 15 de maio de 1990    | 1 ano             | SKJ LDS | Ingressou na Democracia Liberal da Eslovênia em fevereiro de 1990.                                                      |
| 12                                                         |         | Borisav Jović (1928–2021)             | Sérvia               | 15 de maio de 1990     | 15 de maio de 1991    | 1 ano             | SPS     | SKJ dissolvido em fevereiro de 1990. Na Sérvia, o partido foi sucedido pelo SPS.                                        |
| –                                                          |         | Sejdo Bajramović (1927–1993) Interino | Kosovo               | 16 de maio de 1991     | 30 de junho de 1991   | 45 dias           | SPS     | Presidente interino. |
| 13                                                         |         | Stjepan Mesić (1934–)                 | Croácia              | 30 de junho de 1991    | 5 de dezembro de 1991 | 158 dias          | HDZ     | Último presidente da Iugoslávia.                                                                                        |
| –                                                          |         | Branko Kostić (1939–2020) Interino    | Montenegro           | 5 de dezembro de 1991  | 15 de junho de 1992   | 193 dias          | DPS     | Presidente interino. Colocado no cargo pela Sérvia e por Montenegro.                                                    |

## República Federal da Iugoslávia
Após a Dissolução da Iugoslávia no início da década de 1990 com os conflitos de independência das ex-repúblicas Eslovênia, Croácia e Bósnia e Herzegovina, e o referendo de independência da Macedônia, foi criada a República Federal da Iugoslávia por meio de decisão do Conselho Federal da Assembleia da Iugoslávia em 27 de abril de 1992. 
A República Federal da Iugoslávia teve seis presidentes (dois interinos) após a dissolução da República Socialista Federativa da Iugoslávia (RSFI) em 1992 até à sua dissolução, e o estabelecimento da Sérvia e Montenegro em 2003. 

### Lista
- Partido Socialista da Sérvia
- Partido Democrático da Sérvia
- Partido Democrático dos Socialistas de Montenegro
- Independente
- Denota um chefe de estado interino

| N°                                                       | Retrato | Nome (Nascimento-Morte)              | Representando | Mandato              | Mandato              | Mandato          | Partido      | Nota                                         |
| N°                                                       | Retrato | Nome (Nascimento-Morte)              | Representando | Posse                | Fim                  | Tempo no cargo   | Partido      | Nota                                         |
| -------------------------------------------------------- | ------- | ------------------------------------ | ------------- | -------------------- | -------------------- | ---------------- | ------------ | -------------------------------------------- |
| Presidentes da República Federal da Iugoslávia 1992–2003 |         |                                      |               |                      |                      |                  |              |                                              |
| 1                                                        |         | Dobrica Ćosić (1921–2014)            | Sérvia        | 15 de junho de 1992  | 1 de junho de 1993   | 351 dias         | Independente |                                              |
| –                                                        |         | Miloš Radulović (1929–2017) Interino | Montenegro    | 1 de junho de 1993   | 25 de junho de 1993  | 24 dias          | DPS          |                                              |
| 2                                                        |         | Zoran Lilić (1953–)                  | Sérvia        | 25 de junho de 1993  | 25 de junho de 1997  | 4 anos           | SPS          |                                              |
| –                                                        |         | Srđa Božović (1955–) Interino        | Montenegro    | 25 de junho de 1997  | 23 de julho de 1997  | 28 dias          | DPS          |                                              |
| 3                                                        |         | Slobodan Milošević (1941–2006)       | Sérvia        | 23 de julho de 1997  | 7 de outubro de 2000 | 3 anos, 76 dias  | SPS          | Forçado a renunciar na Revolução Bulldozer.  |
| 4                                                        |         | Vojislav Koštunica (1944–)           | Sérvia        | 7 de outubro de 2000 | 7 de março de 2003   | 2 anos, 151 dias | DSS          | O único presidente eleito em eleição direta. |